# تشاه موتور شمارة 7 دشت محمد خان (صحرا بردسكن)
تشاه موتور شمارة 7 دشت محمد خان (بالفارسية: چاه موتور شماره 7 دشت محمدخان) هي قرية تقع في إيران في قسم صحرا الريفي. يقدر عدد سكانها بـ 17 نسمة .